# Jan Kołosowski
Jan Kołosowski (ur. 1911, zm. 2004 w Surrey, Wielka Brytania) – polski inżynier, specjalista w dziedzinie budowy dróg i mostów.

## Życiorys
Studiował na Politechnice Warszawskiej, podczas II wojny światowej emigrował do Wielkiej Brytanii, gdzie w Radzie Akademickich Szkół Technicznych (RAST) w 1945 uzyskał tytuł inżyniera budowy dróg i mostów. 3 stycznia 1950 otrzymał obywatelstwo brytyjskie. Naukę kontynuował w Imperial College i na Uniwersytecie Londyńskim, gdzie w 1956 uzyskał stopień Master of Science. Równocześnie od 1947 przez sześć lat wykładał w Polish University College początkowo jako assistant lecturer, a następnie lecturer. Od 1953 prowadził wykłady w Battersea College of Technology, a od 1964 na University of Surrey. Członek Polskiego Towarzystwa Naukowego na Obczyźnie, Stowarzyszenia Techników Polskich w Wielkiej Brytanii oraz Zrzeszenia Profesorów i Docentów Szkół Wyższych.